# Međunarodni monetarni fond
Međunarodni monetarni fond (MMF) je osnovan u srpnju 1944. godine s ciljem promoviranja međunarodne monetarne suradnje, sigurne razmjene i pouzdanih dogovora o razmjeni te kako bi poticao ekonomski rast i povećanje zaposlenosti, i osigurao privremenu financijsku pomoć zemljama kojima je potrebno olakšati izravnanje platnih bilanca. MMF ima 188 zemalja članica.
Tri su glavna područja aktivnosti: promatranje, financijska i tehnička pomoć. Nadzor se sastoji od procjene propisa o novčanoj razmjeni zemalja članica s obzirom na uvjerenje kako jaka i dosljedna ekonomska politika vodi stabilnom deviznom tečaju, te pogoduje rastu i razvoju svjetske ekonomije. 
Financijska pomoć uključuje kredite i zajmove članicama MMF-a s platnom bilancom koja podupire politiku prilagodbe i reforme. (Podatak od 31. siječnja 2001. pokazuje kako MMF devedeset i jednoj zemlji daje oko 65,3 milijarde dolara kredita). Mnogo država proračunski deficit pokriva kreditom MMF-a. Pri tome, velika ponuda deviza nastalih kreditom, dovodi do pada cijene deviza na tržištu tih država, što dovodi do porasta uvoza roba široke potrošnje i istovremenog nazadovanja domaće proizvodnje i izvoza. Što se tiče tehničke pomoći, MMF pruža stručnu i inu pomoć svojim članicama pri kreiranju i provedbi financijske i monetarne politike, osnivanju institucija, dogovorima s MMF-om, te statističke podatke.
MMF trenutno ima 188 zemalja članica. Pri glasovanju radi donošenja odluka utjecaj ovisi o udjelu kapitala u fondu. Država s najvećim glasačkim udjelom su: SAD 16,77%, Japan 6,02%, Njemačka 5,88%, Francuska 4,86%, Velika Britanija 4,86%, Kina 3,66%. Budući da se odluke MMF-a moraju donositi većinom od od 85%, SAD i Europska unija zajednički imaju većinu i sami de facto odlučuju.
Trenutačni direktor (MD) i predsjednica MMF-a je bugarska ekonomistica Kristalina Georgieva, koja tu funkciju obavlja od 1. listopada 2019. godine.

## Funkcija

### Održavanje globalnog gospodarstva
MMF je ovlašten nadgledati međunarodni monetarni i financijski sustav i nadzirati ekonomske i financijske politike svojih zemalja članica. Ta je aktivnost poznata kao nadzor i olakšava međunarodnu suradnju. Od pada bretonwoodskog sustava fiksnih tečaja početkom sedamdesetih godina prošlog stoljeća, nadzor se razvijao uglavnom promjenom postupaka, a ne prihvaćanjem novih obveza. Odgovornosti su se promijenile od odgovornosti skrbnika do odgovornosti voditelja politike članova.
Fond obično analizira primjerenost ekonomskih i financijskih politika svake zemlje članice za postizanje urednog gospodarskog rasta, te ocjenjuje posljedice tih politika na druge zemlje i na globalno gospodarstvo.

### Uvjetnost kredita
Uvjetovanost MMF-a je skup politika ili uvjeta koje MMF zahtijeva u zamjenu za financijska sredstva. MMF zahtijeva osiguranje od država od zajmova, ali također zahtijeva od vlade koja traži pomoć da ispravi svoje makroekonomske neravnoteže u obliku reforme politike. Ako uvjeti nisu ispunjeni, sredstva se zadržavaju. Koncept uvjetovanosti uveden je odlukom Izvršnog odbora iz 1952. godine i kasnije je ugrađen u članke Ugovora.

#### Strukturno prilagođavanje
- Smanjivanje rashoda ili povećanje prihoda, također poznato kao proračunska štednja.
- Fokusiranje ekonomskog učinka na izravni izvoz i vađenje resursa,
- Devalvacija valuta,
- Liberalizacija trgovine ili ukidanje uvoznih i izvoznih ograničenja,
- Povećavanje stabilnosti ulaganja (dopunjavanjem izravnih stranih ulaganja otvaranjem domaćih tržišta dionica),
- Uravnoteženje proračuna i ne prekomjerno trošenje,
- Uklanjanje kontrole cijena i državnih subvencija,
- Privatizacija ili dezinvestiranje svih ili dijela državnih poduzeća,
- Povećavajući prava stranih ulagača u odnosu na nacionalne zakone,
- Poboljšanje upravljanja i borba protiv korupcije.

#### Prednosti
Ovi uvjeti zajma osiguravaju da će država koja je posuđena moći otplatiti MMF-u i da neće pokušati riješiti svoje probleme s platnom bilansom na način koji bi negativno utjecao na međunarodno gospodarstvo. Problem poticanja moralnog rizika - kada gospodarski agenti maksimiziraju svoju korisnost na štetu drugih, jer ne snose sve posljedice svojih djelovanja - ublažavaju se uvjetima, a ne davanjem kolaterala; zemlje kojima su potrebni zajmovi MMF-a ionako nemaju međunarodno vrijedne kolaterale.

## Povijest

### 20. stoljeće

#### 1940-ih
MMF je izvorno predviđen kao dio sporazuma o razmjeni sustava Bretton Woods 1944. godine. Tijekom Velike depresije, zemlje su oštro podigle barijere u trgovini pokušavajući poboljšati svoje neuspjele ekonomije. To je dovelo do devalvacije nacionalnih valuta i pada svjetske trgovine.
Ovaj prekid međunarodne monetarne suradnje stvorio je potrebu za nadzorom. Predstavnici 45 vlada sastali su se na konferenciji u Bretton Woodsu u hotelu Mount Washington u Bretton Woodsu, New Hampshire, u Sjedinjenim Državama, kako bi razgovarali o okviru za poslijeratnu međunarodnu gospodarsku suradnju i načinu obnove Europe.
MMF je formalno stupio na snagu 27. prosinca 1945., kad je prvih 29 zemalja ratificiralo svoje Članke o sporazumu. Krajem 1946. MMF je narastao na 39 članova. MMF je 1. ožujka 1947. započeo svoje financijsko poslovanje, a Francuska je 8. svibnja postala prva zemlja koja je pozajmljivala od njega.

#### 1970-ih i 1980-ih
Sustav tečaja Bretton Woodsa prevladavao je do 1971. godine, kada je vlada Sjedinjenih Država ukinula konvertibilnost američkih dolara (i američke rezerve u vlasništvu dolara) u zlato. To je poznato pod nazivom Nixonov šok (engl. Nixon Shock). Promjene članaka MMF-ovog sporazuma koji odražavaju te promjene ratificirani su Sporazumom s Jamajke iz 1976. godine. Kasnije 1970-ih, velike komercijalne banke počele su davati pozajmice državama jer su bile prekomjerne gotovine koju su polagali izvoznici nafte. Zajmovi takozvanih banaka s novčanim centrom doveli su do toga da je MMF promijenio svoju ulogu u 1980-ima nakon što je svjetska recesija izazvala krizu koja je vratila MMF u globalno financijsko upravljanje.

### 21. stoljeće

#### 2000-ih
MMF je pružio dva glavna paketa zajma početkom 2000-ih Argentini (za vrijeme velike depresije u Argentini 1998. – 2002.) i Urugvaju (nakon Urugvajske bankarske krize 2002.) Međutim, sredinom 2000-ih, zajmovi MMF-a imali su najmanji udio u svjetskom BDP-u od 1970-ih.

#### 2010-ih
U svibnju 2010., MMF je, u omjeru 3:11, sudjelovao u prvom grčkom zajmu koji je iznosio 110 milijardi eura kako bi se riješila velika akumulacija javnog duga uzrokovana stalnim velikim deficitom u javnom sektoru. U sklopu mjere pomoći, grčka vlada složila se usvojiti mjere štednje kojima će se deficit smanjiti s 11% u 2009. na "znatno ispod 3%" u 2014. Spasilački postupak nije uključivao mjere restrukturiranja duga kao što je frizura, na zgražanje švicarskih, brazilskih, indijskih, ruskih i argentinskih ravnatelja MMF-a, uz same grčke vlasti (u to vrijeme premijer George Papandreou i ministar financija Giorgos Papakonstantinou) isključujući frizuru.
Tijekom nekoliko mjeseci od listopada 2011. dogovoren je drugi paket pomoći u iznosu većem od 100 milijardi eura, za koje je vrijeme Papandreou bio prisiljen na dužnost. Trojka tzv. MMF-a, čiji je dio MMF, zajednički su menadžeri ovog programa, koji su izvršni direktori MMF-a odobrili 15. ožujka 2012. za 23,8 milijardi XDR-a i vidjeli su da privatni vlasnici obveznica podrezuju prema gore. od 50%. U intervalu između svibnja 2010. i veljače 2012. privatne banke Nizozemske, Francuske i Njemačke smanjile su izloženost grčkom dugu sa 122 milijarde na 66 milijardi eura.
Od siječnja 2012. najveći su pozajmljivači od MMF-a bili Grčka, Portugal, Irska, Rumunjska i Ukrajina.
Trojka je 25. ožujka 2013. godine Trojkom dogovorila međunarodni spas Cipra u iznosu od 10 milijardi eura, po cijenu ciparskih sporazuma: zatvoriti drugu najveću banku u zemlji; uvesti jednokratnu naknadu za bankovne depozite na osigurane depozite Banke Cipra. Ni pod osiguranim depozitom od 100 000 ili manje eura nije se moglo utjecati na uvjete nove sheme jamstva.
Krajem ožujka 2014., MMF je nakon ukrajinske revolucije 2014. osigurao 18 milijuna am. dolara jamstvenog fonda za privremenu vladu Ukrajine.

#### 2020-ih
U ožujku 2020. Kristalina Georgieva objavila je da je MMF spreman mobilizirati bilijun dolara kao odgovor na pandemiju koronavirusa. To je uz fond od 50 milijardi dolara koji je najavio dva tjedna ranije, od čega je 5 milijardi dolara Iran već zatražio. Dan ranije, 11. ožujka, Velika Britanija pozvala je obećati 150 milijardi funti MMF-ovom fondu za pomoć katastrofama. Došlo je do saznanja 27. ožujka da je "više od 80 siromašnih zemalja sa srednjim dohotkom" zatražilo spašavanje zbog koronavirusa.
MMF je 13. travnja 2020. rekao da će "osigurati trenutno otplatu duga za 25 zemalja članica u okviru programa za zaustavljanje i oslobađanje od katastrofe (CCRT)".

## Članice MMF-a
Nisu sve države članice MMF-a suverene države, i stoga nisu sve "članice" MMF-a članice Ujedinjenih naroda. Usred "zemalja članica" MMF-a koje nisu članice UN-a, nisu suverene oblasti s posebnim jurisdikcijama koje su službeno pod suverenitetom punih država članica UN-a, kao što su Aruba, Curaçao, Hong Kong, Macau i Kosovo. Korporativni članovi imenuju članove s pravom glasa po službenoj dužnosti, koji su navedeni u nastavku. Sve članice MMF-a su i članice Međunarodne banke za obnovu i razvoj (IBRD) i obrnuto.
Bivši članovi su Kuba (koja je napustila 1964.) i Republika Kina (Tajvan), koja je izbačena iz UN-a 1980. nakon što je izgubila potporu tadašnjeg predsjednika Sjedinjenih Država Jimmyja Cartera, a zamijenila ga je Narodna Republika Kina. Međutim, "kineska provincija Tajvan" još uvijek je navedena u službenim indeksima MMF-a.
Osim Kube, ostale države UN-a koje ne pripadaju MMF-u su Andora, Lihtenštajn, Monako i Sjeverna Koreja.
Bivša Čehoslovačka protjerana je 1954. zbog "propusta pružanja potrebnih podataka", a ponovno je prihvaćena 1990. nakon Velvetske revolucije. Poljska se povukla 1950. godine - na koju je navodno pritisnuo Sovjetski Savez - ali se vratila 1986. godine.

### Kvalifikacije
Svaka se država može prijaviti kao dio MMF-a. Nakon formiranja MMF-a, u rano poslijeratno razdoblje, pravila za članstvo u MMF-u ostala su relativno labava. Članice su trebale vršiti periodične isplate članstva prema svojoj kvoti, suzdržati se od valutnih ograničenja, osim ako im odobrenje MMF-a ne bude, pridržavati se Kodeksa ponašanja u članovima MMF-ovog sporazuma i pružiti nacionalne ekonomske informacije. Međutim, stroža pravila su nametnuta od vlada koje su se prijavile MMF-u za financiranje.
Zemlje koje su se pridružile MMF-u između 1945. i 1971. pristale su zadržati svoje tečajeve osigurane stopama koje se mogu prilagoditi samo ispravljanju "temeljne nejednakosti" u platnoj bilanci i to samo s MMF-ovim sporazumom.

## Vanjske poveznice
Službena stranica